# Looniversitatea Micuților
Looniversitatea Micuților (în engleză Tiny Toons Looniversity) este un serial american de comedie animat, pentru streaming și televiziune, dezvoltat de Erin Gibson și Nate Cash pentru Max și Cartoon Network. Serialul servește ca un reboot al Micii poznași și prezintă versiuni mai în vârstă ale personajelor într-o nouă continuitate. Două sezoane au fost comandate pentru a fi produse de Amblin Television și Warner Bros. Animation. Primul sezon a fost lansat pe 8 septembrie 2023, urmat de premiera televizată pe Cartoon Network în ziua următoare. Prima jumătate a sezonului 2 a fost lansată pe 8 martie 2024, împreună cu un episod special pentru vacanța de primăvară.
Serialul a avut premiera în România pe 27 aprilie 2024 pe HBO Max, iar pe 29 aprilie pe Cartoon Network.

## Subiect
Buster, Babs Bunny și restul gaștii își urmăresc ambițiile comice până la Acme Looniversity, stimata instituție de învățare superioară hijinx, unde tinerii visători devin personaje profesioniste. Aici ei formează prietenii de lungă durată unul cu celălalt și își perfecționează meșteșugul de desene animate în timp ce studiază de la cele mai mari personaje de desene animate din istorie, Looney Tunes.

## Distribuție
- Eric Bauza - Buster Bunny, Daffy Duck and Gossamer
- Ashleigh Crystal Hairston - Babs Bunny
- David Errigo Jr. - Plucky Duck și Hamton J. Pig
- Tessa Netting - Păsărica Sweetie și Li'l Sneezer
- Jeff Bergman - Bugs Bunny, Sylvester și Foghorn Leghorn
- Bob Bergen - Porky Pig
- Candi Milo - buni, Witch Hazel și Montana Max
- Fred Tatasciore - Taz, Yosemite Sam, Michigan J. Frog și Cool Cat
- Cree Summer - Elmyra Duff
- Marieve Herington - Fifi La Fume
- Natalie Palamides - Shirley McLoon și Ghemotoc
- Betsy Sodaro - Dizzy Diavolul
- Kari Wahlgren - Lola Bunny
- Paul Julian - Micul Beeper și Road Runner (înregistrări de arhivă, necreditate)
- JP Karliak - Merlin the Magic Mouse
- Laraine Newman - Joan Shwinefeld

## Producție
Un serial reboot, Tiny Toons Looniversity, a fost anunțat pe 28 octombrie 2020. Două sezoane au fost comandate, cu fiecare episod având o durată de 30 de minute. La fel ca Micii poznași, este produs de Amblin Television și Warner Bros. Animation, cu Steven Spielberg întorcându-se ca producător executiv. Sam Register, Justin Falvey și Darryl Frank sunt de asemenea producători executivi, iar Erin Gibson este showrunner și producătoare executivă. Primul sezon a fost lansat pe 8 septembrie 2023 pe Max, cu premiera la televizor ziua următoare pe Cartoon Network.
La scurt timp după anunțul inițial, a fost raportat că o mulțime de actori de dublaj din serialul original nu se vor întoarce în acest serial. Cree Summer a dezvăluit că a auzit că Elmyra Duff nu va fi inclusă. În plus, Charlie Adler nu a fost chemat pentru a-și relua rolul ca Buster Bunny, și nici Maurice LaMarche ca Dizzy Diavolul.
Totuși, într-un interviu pe 12 iulie 2021, Candi Milo a spus că se va întoarce în rolul lui Buni, dar a rămas neclar dacă se va întoarce și în rolul ei ca Sweetie. Trei zile mai târziu, pe 15 iulie, Jeff Bergman a confirmat că se va întoarce și el la serial dublând-ui pe Bugs Bunny, Sylvester și Foghorn Leghorn. El a mers în detaliu privind rolurile personajelor în serial, explicând că Foghorn o să ocupe rolul de antrenor la Acme Looniversity, iar Bugs va lua o personalitate "asemănătoare cu Dumbledore". El a mai confirmat de asemenea că au început sesiunile de înregistare.
Pe 9 iulie 2022, s-a anunțat că Tiny Toons Looniversity va lua parte la panoul Looney Tunes în cadrul San Diego Comic-Con 2022. Pe 22 iulie, Ashleigh Crystal Hairston a fost anunțată că o să dubleze pe Babs Bunny, înlocuind-o pe Tress MacNeille. Numeroase piese de concept artistic au fost arătate, dezvăluind renovatul Acme Looniversity și interiorul său. S-a mai confirmat și că majoritatea personajelor principale din serialul original se vor întoarce, unele cu apariții actualizate, printre care și Elmyra Duff, care a fost anterior dezvăluită ca nefiind parte a serialului. Spielberg s-a referit la acest serial ca fiind "cea mai bună iterație a Micii poznași pe care a văzut-o".
Len Kirnaly și showrunner-ul Erin Gibson au confirmat că Babs și Buster Bunny sunt frați gemeni în acest reboot. Decizia a fost întâmpinată cu răceală din partea fanilor și a creatorului serialului original Tom Ruegger. Un interviu din iulie 2022 din partea unor membri din producție a dat mai multe detalii. Ei au dezvăluit că toate personajele din serialul original o să fie readuse, "până la Arnold Pit Bull". Ei au mai indicat de asemenea la un episod care va lua loc în spațiul cosmic. Gibson a dat explicații la decizia creativă de a-i face pe Babs și Buster rude ca o explorare a unei relații suportive și pozitive.
Pe 20 aprilie 2023, un trailer a fost încărcat pe YouTube de IGN, cu premiera descrisă ca fiind programată pentru toamna lui 2023.
Pe 22 iunie 2023, distribuția principală a fost anunțată. Eric Bauza îi dublează pe Buster Bunny, Daffy Duck și Gossamer, David Errigo Jr. îi dublează pe Plucky Duck și Hamton J. Pig, Tessa Netting o dublează pe Păsărica Sweetie și Bob Bergen și Cree Summer se vor întoarce să dubleze pe Porky Pig și Elmyra Duff respectiv, alăturându-se lui Bergman și Hairston care au fost anterior anunțați. Pe 21 iulie 2023, primele două episoade au fost arătate la SDCC, iar în aceeași zi tema de început a fost încărcată online, cu Matthew Janszen anunțat ca compozitor. Pe 5 august 2023, a fost raportat că serialul o să aibă premiera pe 9 septembrie 2023 pe Cartoon Network.

## Episoade
| Premiera originală (Max) | Premiera originală (Cartoon Network) | Premiera în România | N/o | Titlu român                  | Titlu englez                        |
| ------------------------ | ------------------------------------ | ------------------- | --- | ---------------------------- | ----------------------------------- |
|                          |                                      |                     |     |                              |                                     |
| SEZONUL 1                |                                      |                     |     |                              |                                     |
|                          |                                      |                     |     |                              |                                     |
| 08.09.2023               | 09.09.2023                           | 29.04.2024          | 1   | Prezentare pentru boboci     | Freshman Orientoontion              |
|                          |                                      |                     |     |                              |                                     |
| 08.09.2023               | 09.09.2023                           | 30.04.2024          | 2   | Pizza merită o șansă         | Give Pizza a Chance                 |
|                          |                                      |                     |     |                              |                                     |
| 08.09.2023               | 16.09.2023                           | 01.05.2024          | 3   | Ziarul, ziarul               | Extra, So Extra                     |
|                          |                                      |                     |     |                              |                                     |
| 08.09.2023               | 23.09.2023                           | 02.05.2024          | 4   | Opțional                     | Tooney Ball Lights                  |
|                          |                                      |                     |     |                              |                                     |
| 08.09.2023               | 30.09.2023                           | 03.05.2024          | 5   | Salvați cafeneaua            | Save the Loo Bru                    |
|                          |                                      |                     |     |                              |                                     |
| 08.09.2023               | 07.10.2023                           | 06.05.2024          | 6   | Te păcălesc foarte mult      | Prank You Very Much                 |
|                          |                                      |                     |     |                              |                                     |
| 08.09.2023               | 14.10.2023                           | 07.05.2024          | 7   | Spitalul general             | General HOGspital                   |
|                          |                                      |                     |     |                              |                                     |
| 08.09.2023               | 21.10.2023                           | 08.05.2024          | 8   | Soufflé, fată                | Soufflé, Girl Hey                   |
|                          |                                      |                     |     |                              |                                     |
| 08.09.2023               | 28.10.2023                           | 09.05.2024          | 9   | Lacrimile unei clone         | Tears of a Clone                    |
|                          |                                      |                     |     |                              |                                     |
| 08.09.2023               | 04.11.2023                           | 10.05.2024          | 10  | Spectacolul sare mai departe | The Show Must Hop On                |
|                          |                                      |                     |     |                              |                                     |
| SEZONUL 2                |                                      |                     |     |                              |                                     |
|                          |                                      |                     |     |                              |                                     |
| 08.03.2024               | 13.04.2024                           |                     | 11  |                              | Whatever Happened to Babsy Bunny    |
|                          |                                      |                     |     |                              |                                     |
| 08.03.2024               | 20.04.2024                           |                     | 12  |                              | Slay Cheese                         |
|                          |                                      |                     |     |                              |                                     |
| 08.03.2024               | 20.04.2024                           |                     | 13  |                              | Tooned In Space                     |
|                          |                                      |                     |     |                              |                                     |
| 08.03.2024               | 27.04.2024                           |                     | 14  |                              | Twin-Con                            |
|                          |                                      |                     |     |                              |                                     |
| 08.03.2024               | 04.05.2024                           |                     | 15  |                              | Skulls and Sillybones               |
|                          |                                      |                     |     |                              |                                     |
| 22.03.2025               |                                      |                     | 16  |                              | Things That Go Tweet In The Woods   |
|                          |                                      |                     |     |                              |                                     |
| 22.03.2025               |                                      |                     | 17  |                              | Ask Not What Bunnies Can Do For You |
|                          |                                      |                     |     |                              |                                     |
| 22.03.2025               |                                      |                     | 18  |                              | Let Them Eat Quack                  |
|                          |                                      |                     |     |                              |                                     |
| 22.03.2025               |                                      |                     | 19  |                              | Squash Me If You Can                |
|                          |                                      |                     |     |                              |                                     |
| 22.03.2025               |                                      |                     | 20  |                              | I Got A New Aptitude                |
|                          |                                      |                     |     |                              |                                     |
| EPISOADE SPECIALE        |                                      |                     |     |                              |                                     |
|                          |                                      |                     |     |                              |                                     |
| 08.03.2024               | 06.04.2024                           | 13.05.2024          | ES1 | Vacanța de primăvară         | Spring Beak                         |
| 08.03.2024               | 06.04.2024                           | 14.05.2024          | ES1 | Vacanța de primăvară         | Spring Beak                         |
|                          |                                      |                     |     |                              |                                     |
| 06.12.2024               |                                      |                     | ES2 |                              | Winter Blunderland                  |
|                          |                                      |                     |     |                              |                                     |
| 22.03.2025               |                                      |                     | ES3 |                              | Nightmare on Toon Street            |